# Tristan Egolf
Tristan Egolf (19 de diciembre de 1971 - Lancaster, Pensilvania, Estados Unidos, 7 de mayo de 2005) fue un novelista, músico y activista político norteamericano.

## Biografía
Su primera novela, El Amo del Corral, fue publicada en 1998 por la editorial francesa Gallimard. En aquel tiempo, Tristan Egolf residía en París y se ganaba la vida como músico callejero. Antes de esto, la novela había sido rechazada por multitud de editoriales norteamericanas. El Amo del Corral obtuvo un gran éxito en Europa y, posteriormente, en el resto del mundo.
El 7 de mayo de 2005, Tristan Egolf se suicida de un disparo en la cabeza en su casa de Lancaster, Pensilvania, después de haber cosechado elogiosas críticas por su ópera prima, llegando a ser comparado con autores como John Kennedy Toole, William Faulkner o John Steinbeck.

## Activismo político
Tristan Egolf fue el fundador del grupo Smoketown Six, dedicado al activismo político y antibélico. En julio de 2004 fue arrestado, junto a otros miembros del grupo, durante una visita de George W. Bush al desnudarse y formar una pirámide humana para protestar por la tortura y el abuso a prisioneros en la cárcel de Abu Ghraib.